# 仲畑貴志
仲畑 貴志（なかはた たかし、1947年8月20日 - ）は、日本のコピーライター。事業構想大学院大学教授。京都府京都市生まれ、京都市立洛陽工業高等学校機械科卒業。東京コピーライターズクラブ会長。仲畑広告制作所・仲畑広告映像所主宰。宣伝会議コピーライター養成講座校長。株式会社ナカハタ社長。
糸井重里や川崎徹などと共に広告業界から頭角をあらわし、コピーライターブームの立役者となった一人として知られる。「コピーライターの神様」と称される。

## 略歴
京都で生まれ育ち、高校卒業後は設計事務所に就職するも、1年余りで設計事務所を辞める（一説には「実は設計の仕事が好きではなかった／向かなかった」らしい）。グラフィックデザインをしていた友人からコピーライターという仕事があることを知り東行。様々な仕事を経験しながら、宣伝会議コピーライター養成講座を受ける。その後、銀座の日本広告社に入社（「そこに至るまでに採用試験に36社落ちた」と語っている。）するも半年で退社。ナショナル宣伝研究所（現・クリエイターズグループMAC）に入社し、1970年（昭和45年）にはTCC（東京コピーライターズクラブ）の新人賞を獲得した。結果的にこの会社も3か月で退職している。
前述のTCC新人賞を獲得したコトが功を奏し、1972年（昭和47年）にサントリーが設立した広告制作プロダクション、サン・アドに入社する。最初はサン・アドに一足早く入社した西村佳也と共に、上司であった品田正平によるコピーチェックの洗礼を受ける日々が続く。品田の役割はクライアントに広告のゲラを納める役割であった為、コピーのチェックが重要責務であったこともあって、仲畑本人が書いたコピーを読んではボツ…が幾度となく繰り返され、完成までは締め切り関係なし、という厳しさの中でコピーを書き続けてゆく。やがてサントリー角瓶の新聞広告などでその実力を発揮し、1977年（昭和52年）には「角÷H2O」でTCCクラブ賞を受賞。1979年（昭和54年）にはソニーのウォークマンやサウンドセンサーIIなどのコピーも担当するようになり、文字通りの売れっ子コピーライターに成長する。
1981年（昭和56年）にサントリー・トリスの子犬が京都の路地裏を駆け巡るCMの企画・コピーを担当し、カンヌ国際広告映画祭金賞を受賞。これを機に同年サン・アドより独立し、フリーとなり仲畑広告制作所を設立。翌1982年にはTOTOのウォシュレット発売キャンペーン広告に携わり、話題を集めると共に、以後TOTOが発売する商品のキャンペーンクリエイターとして活躍する。（このTOTOウォシュレットの成功に伴い、仲畑広告制作所は乃木坂に在するTOTO乃木坂ビル内にオフィスを移している。またTOTOが九州発祥の企業であることなどの経緯もあってか、その後もJR九州や岩田屋など九州を本拠とする企業の広告を多数手掛けてゆく）。1988年には、爆発的反響を呼んだソニーのウォークマンでニホンザルのチョロ松が目を閉じて音楽を聴き入る姿を映したCMなど、CM企画にも数多く関わってゆく（ウォークマンのコピー「音が進化した。ヒトはどうですか。」は、当時仲畑広告制作所に在籍していた一倉宏の手によるもの）。
またテレビCMソングの作詞者として、1976年（昭和51年）のサントリーゴールド900のCMソング「ソクラテスの唄」「通せば天国」（作曲・桜井順、歌・野坂昭如）の他、1978年（昭和53年）のサントリー樹氷のCMソング「マイルド・ナイト」（歌・いしだあゆみ）や「マイルド・ウォッカ」（歌・チェリッシュ）の作詞も手掛けた（「マイルド・ナイト」「マイルド・ウォッカ」は、共に宇崎竜童が作曲を担当）。この他、「恋はルンルン」（歌・伊藤つかさ、作曲・坂本龍一）など作詞多数。
2008年（平成20年）6月には電通と共に、企業のブランディングを手掛ける広告制作プロダクション「ナカハタ」を共同で設立する。
この他、長年に渡り、毎日新聞の『万能川柳』の選者も務めている。

## 人物
主に「人と人の間の言葉を拾う」タイプのコピーが多く、「当たり前に存在する言葉を、皆が共感できるように表現をアレンジしてメディアに乗せて発信する」ことこそが、コピーライターの仕事だという思考の持ち主であり、また「コピーは書いたり、つくったりするものではなく、チョイスするもの」というスタンスで仕事をしている。
現代の広告は性能や品質の訴求力の競争ではなく、好感を獲得する競争だと述べる。また企業同士の広告・CMをメディアで見て、相手に好感を持ってもらう、差異をつくるなど、そうした消費者の興味を惹く競争について「広告はケンカだ。」と発言するなどしており、その一方で1991年（平成3年）にテレビ放映された、桃井かおりが出演したエーザイ・チョコラBBのCMコピー「世の中、バカが多くて疲れません?」など、時に身も蓋もないコピーで物議を醸したこともある。

## 受賞歴
- カンヌ国際広告映画祭金賞
- 朝日広告賞
- 毎日広告デザイン賞

他多数。

## 著作
- 『コピーライターの実際』(ワニの本. 業界まる見え読本）ベストセラーズ, 1990.12
- 『トイレの前は気をつけよう (TOTO出版の絵本)』玄亀阿仁磨絵. TOTO出版, 1990.9
- 『コピーライターの仕事 (プロの世界、仕事の魅力)』ダイヤモンド社, 1992.9
- 『この骨董が、アナタです。』講談社, 2000.9 のち文庫
- 『コピーのぜんぶ 仲畑貴志全コピー集』宣伝会議, 2002.3
- 『ホントのことを言うと、よく、しかられる。 勝つコピーのぜんぶ』宣伝会議, 2008.12
- 『みんなに好かれようとして、みんなに嫌われる。 勝つ広告のぜんぶ』宣伝会議, 2008.12
- 『下着でやせるとは、どういうことだ?』幻冬舎, 2009.1
- 『平成川柳傑作選 万能川柳プレミアム1365句』毎日新聞出版, 2015.11
- 『日本のつぶやき 万能川柳秀句一〇〇〇』毎日新聞出版, 2021.12

### 編共著
- 『みんなのつぶやき万能川柳 生きにくい時代によく効くクスリ』編. 情報センター出版局, 1994.5
- 『みんなのつぶやき万能川柳』２－8本目 編. 情報センター出版局, 1994-98
- 『万能川柳名作濃縮版』編. 毎日新聞社, 2000.11
- 『生きる力をくださいトンパ。』浅葉克己共著. ベストセラーズ, 2002.5
- 『万能川柳・傑作1000句』編. 毎日新聞社, 2002.5
- 『万能川柳・デラックス1000』編. 毎日新聞社, 2005.12
- 『女の一生 日本女流川柳万能版』編. 毎日新聞社, 2009.5
- 『万能川柳20周年記念ベスト版』編. 毎日新聞社, 2011.4
- 『日本のコピーベスト500』安藤隆,一倉宏,岡本欣也,小野田隆雄,児島令子,佐々木宏,澤本嘉光,前田知巳,山本高史共編・著. 宣伝会議, 2011.9

翻訳
- ジョナサン・ボンド, リチャード・カーシェンバウム共著『消費者に無視されないアンダー・ザ・レーダー型広告手法』東急エージェンシー出版部, 2001.4

### 作詞
- SHOT GUN
  - 「スパークリングギャル」（1979年）
- 鈴木茂
  - アルバム『COSMOS'51』に4曲提供（1979年）
- 沢田研二
  - 「I am I（俺は俺）」（1979～80年ブルバードCMソング）　『TOKIO』（1980年）収録
  - 「 I DO LOVE YOU」（1980～81年ブルバードCMソング）　『JULIE CMソングコレクション』（1982年、CT）収録
- ボニー・タイラー
  - 「Sayonara Tokyo」（1981年）
- 佐々木つとむ
  - 「こんな男でゴメン」（1981年）
- スラップスティック
  - ヘイ・ヘイ・ダーリン『GS伝説』収録（1981年）
  - ロリータ『GS伝説』収録（1981年）
- シーナ&ザ・ロケッツ
  - 「ワイワイワイ」『BEAUTIFL』＊シーナ (歌手)（1981年）収録
  - 「ヒーズアディスポーザー」『MAIN SONGS』（1985年）収録
  - 「DANCE DANCE DANCE」『#9』（1987年）収録
  - 「I DO LOVE ME」『#9』（1987年）収録
  - 「ファミリーダンシング」（岩田屋CMソング）（1991年）
- 伊藤つかさ
  - 「恋はルンルン」『さよなら こんにちは』収録（1982年）
  - 「クリーム星人」『オススメ!』収録（1984年）
- 一風堂
  - 「アフリカン・ナイツ」（1983年）
- 大瀧詠一
  - 「Marui Sports」『Niagara CM Special』（1983年）収録
- 矢野顕子
  - 「How Beautiful」『WELCOME BACK』（1989年）収録
- MOJO CLUB
  - 走れ列車（1993年）
- トミーズ雅
  - 「キスしてキスして」（1996年）
- 東池袋52
  - 「わたしセゾン」（2017年）

## これまで手掛けたキャッチコピー
- タコなのよ、タコ。タコが言うのよ。（サントリー・マイルドウォッカ樹氷）
- 樹氷にしてねと、あの娘は言った。（同上）
- みんな悩んで大きくなった。（サントリー・サントリーゴールド900）
- トリスの味は人間味。（サントリー・トリスウイスキー）※カンヌ国際広告映画祭金賞受賞
- 働いているお父さんより、遊んでるお父さんのほうが、好きですか。（サントリー・オールド）
- ウイスキーも音楽もなかったら、心がグシャグシャになってしまうなぁ。（サントリー・ホワイト）
- 初めて会ったのに、親友だと思った。（同上）
- いい曲は、企画書からは生まれない。（同上）
- 知性の差が顔に出るらしいよ……困ったね。（新潮社・新潮文庫）
- 知性って、すぐ眠りたがるから……若いうちよ。（同上）
- おしりだって、洗ってほしい。（TOTO・ウォシュレット）
- やっぱり、おしりは締まり屋さん。（同上）
- 好きな人のもにおうから。（同上）
- カゼは社会の迷惑です。（武田薬品工業・ベンザエース）
- ベンザエースを買ってください。（同上）
- そこにカゼがある限り、ベンザエースは許しません。（同上）
- キミがつらそうだと、あのヒトもつらい。（リクルート・Bing）
- キミが幸せになっても、誰も困らない。（同上）
- キミが幸せだと、よろこぶヒトは多い。（同上）
- 夢中になれば、みんな少年少女だね。（ニチイ・現イオンリテール）
- 大人の気持ちが、子供にわかって、たまるか。（ワールド ゴールド カウンシル）
- 私は、あなたの、おかげです。（岩田屋）
- 新日本家庭（同上）
- できれば、あなたと、くっつき虫。（同上）
- にんげん、岩田のつもりです。（同上）
- 男は、女から生まれた。（BIG JOHN・CM）
- 昨日は、何時間生きていましたか。（パルコ）
- 荒野に出ることだけが、冒険じゃない。（同上）
- 学校じゃ教えてくれなかったけど、知りたいこと、知りたかった。（同上）
- 目的があるから、弾丸は速く飛ぶ。（同上）
- ケンカはやめた。だから、もう負けない。（同上）
- 死んだらどうなるのだろう。考えていたら涙が出ちゃった。（同上）
- 心を動かしても、汗を流せることを知った。（同上）
- 賛成1、反対9。どちらも、まちがいじゃない。（同上）
- 奇麗なものと奇妙なものは、どこか似ているね。（同上）
- あなたも、わたしも、ちょっとずつ狂っています。（同上）
- こんなに憎み合うのは、あんなに愛し合ってたからですか。（同上）
- キミがいないと、みんなさみしがるよ。（同上）
- 顔は、ハダカ。（コーセー・アンテリージュ）
- 毎日の、毎日が、変わる。（毎日新聞社・毎日新聞）
- なんだ、ぜんぶ人間のせいじゃないか。（同上）
- 歴史は、あっちこっちでつくられる。（朝日新聞社・朝日新聞）
- 勝つのは、負けるより大変だ。（講談社・CADET）※現在は廃刊。
- 好きだから、あげる。（丸井・1980年キャンペーンCM）
- ソニー製ではない。ソニー生まれである。（SONY・AIBO）
- 「むずかしい」を「カンタン」に。（IBM）
- 反省だけなら猿でもできる。（大鵬薬品工業・チオビタドリンク）
- 無くしてわかるありがたさ。親と健康とセロテープ。（ニチバン・セロテープ）
- 目のつけどころが、シャープでしょ。（シャープ）
- ではどこで選ぶか? お答えします。（同上）
- 今日、私は、街で泣いている人を見ました。（エーザイ・チョコラBB）
- 男が、大泣きしたって、いいじゃないか。（月桂冠）
- 明るいニュースだけの新聞は無いか？（同上）
- 人類はアブナイものをつくり過ぎた。（農協）
- 農業が壊れたら、日本人は全員会社員になるのだろうか?（同上）
- 痛いのはイヤだ。苦しいのはイヤだ。殺されるのもイヤだ。（アムネスティ・インターナショナル）
- 仲良くしていれば、ケンカにならない。（住友林業）
- 会社、コンクリート。帰ったら、木の家。妻、美人。（同上）
- 愛とか、勇気とか、見えないものも乗せている。（JR九州）
- 夢とか、希望とか、見えないものも乗せている。（同上）
- 顔を見ないと話せない。顔を見たら話さなくていい。好きなふたりは、行ったり来たり。（同上）
- 心配だから、列車でおいで。(同上)
- 一緒なら、きっと、うまく行くさ。（セゾンカード）
- 生きるが勝ちだよ、だいじょうぶ。（同上）
- いわゆる、キミの味方になれそうだ。（同上）
- あなたの人間は、大丈夫ですか。（同上）
- 技はいろいろ、カードはひとつ。（同上）
- 百年、貯めたっていい。（同上・永久不滅ポイント）
- ココロも満タンに、コスモ石油。（コスモ石油）
- アデランスは誰でしょう?（アデランス）
- 地球の上、野菜があってよかった。（ピエトロ・ドレッシング）
- ココロも、カラダも、動かすマピオン　（マピオン）
- 愛が、多すぎる。（南海電気鉄道）

他多数